# Поджогин, Иван Юрьевич Шигона
Иван Юрьевич Шигона Поджогин (ум. 1542) — русский государственный деятель и дипломат, думный дворянин, дворецкий тверской и вологодский. Любимец государя всея Руси Василия III Ивановича (1505—1533).

## Происхождение
Потомок Михаила Сорокоума, боярина великого князя московского Ивана I Даниловича Калиты. Один из представителей многочисленной семьи Добрынских. Старший сын Юрия Гавриловича Поджогина и внук Гавриила Давыдовича Поджоги, давшего имя этой ветви рода. Младшие братья — Василий и Фёдор Поджогины.

## Биография
Ранняя служба Ивана Шигоны-Поджогина не известна. С 1517 года он упоминается в документах как «сын боярский». За это время по поручению великого князя Василия III Иван Юрьевич Шигона-Поджогин участвовал в церемониях приёма и отпуска литовских послов. В 1505 году ездил «со столом» к панам Юрию Глебовичу и Ивану Сапежичу, послам великого князя литовского Александра Казимировича, в 1507 году — к Петру Кухмистру и Богдану Сапеге, послам нового великого князя литовского и короля польского Сигизмунда I.
Весной 1508 года Иван Юрьевич был отправлен со специальном миссией в Великое княжество Литовское, где встречался с князем-магнатом Михаилом Львовичем Глинским. Провёл успешные переговоры с князьями Михаилом, Василием и Иваном Глинскими об их переходе в русское подданство. В том же году он передавал «речи» великого князя Василия III русским воеводам в полках.
В 1508 году Шигона-Поджогин вновь ездил «со столом» к литовским посланцам Станиславу Глебовичу и Ивану Сапеге, а в 1509 году — к посланнику Войтеху Нарбутовичу.

В 1514 году по поручению Василия III Иван Юрьевич вместе с дьяком Иваном Телешевым вёл переговоры с литовским наместником Юрием Сологубом о капитуляции Смоленска.

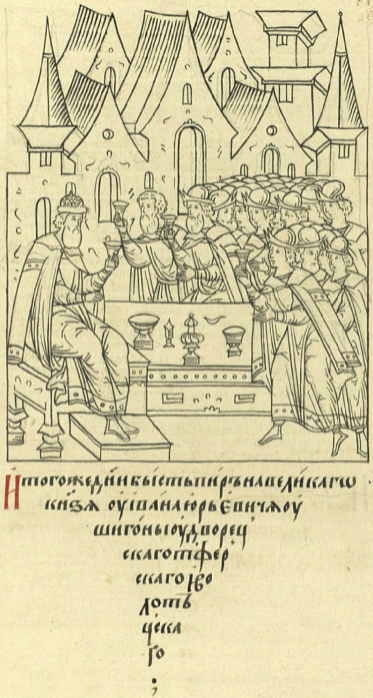
Пир у Ивана Юрьевича Шигона-Поджогина с Василием III

С 1517 года Иван Юрьевич Шигона-Поджогин упоминается как сын боярский, «который у государя в думе живёт».
С 1517 года Шигона-Поджогин принимает деятельное участие в дипломатических переговорах с Великим княжеством Литовским (1517 и 1522 годы), Священной Римской империей (1517, 1518 годы), Тевтонским Орденом (1517—1520 годы). И. Ю. Шигона-Поджогин вел переговоры с иностранными послами в «набережной палате», где обыкновенно после приём опрашивались послы и им давались ответы. В мае 1519 года участвовал в переговорах с крымским мурзой Аппаком. В посольским делах он прямо называется «советником» великого князя.
В 1517 году по поручению Василия III Шигона-Поджогин был отправлен в Северскую землю, чтобы вести расследование по обвинению в измене новгород-северского князя Василия Ивановича Шемячича. Северские удельные князья Василий Шемякин и Василий Семенович Тулуп Стародубский, дальние родственники и подручники Василия III, постоянно враждовали друг с другом. Князь Василий Стародубский и московский воевода князь Фёдор Пронский подали донос в Москву, что Василия Шемячич собирается бежать в литовские владения. Василий III прислал туда Ивана Шигону и дьяка Ивана Телешова, поручив им проверить на месте все обвинения. Василий Иванович Шемячич был оправдан и признан невиновным.
В феврале — марте 1517, в декабре 1517 и апреле 1518 годов Шигона-Поджогин вместе с другими боярами вёл переговоры с Дитрихом Шомбергом, представителем великого магистра Тевтонского ордена Альбрехта Бранденбургского, об оказании Москвой военной и денежной помощи тевтонским рыцарям-крестоносцам в борьбе против Польши. В том же 1517 году участвовал в переговорах с Яном Щитом, посланником польского короля и великого князя литовского Сигизмунда I, который при посредничестве имперского посла Сигизмунда Герберштейна вёл переговоры о прекращении русско-литовской войны и заключении перемирия. В августе — сентябре 1517 года, в январе — феврале и марте — мае 1520 года Иван Юрьевич Шигона-Поджогин вел переговоры с прусским посланцем Мельхиором Рабенштейном. В июне — июле 1520 года участвовал в переговорах с новым орденским посланником.
В 1520 году по поручению великого князя Иван Юрьевич Шигона-Поджогин говорил тайно «наедине» с его младшим братом, удельным князем Дмитрием Ивановичем Углицким, о «недозволенных речах», которые тот произносил в адрес Василия III. Около 1511-1521 годов именно Ивану Юрьевичу для великого князя передавал казанский царевич Петр сведения о своем здоровье. Его посланец должен был «молвити Шигоне, чтобы и о том государя доложил: к митрополиту ли наперед велит итить о здоровье спросити или ко князю Дмитрею Ивановичу?»
В 1521 году боярин Григорий Фёдорович Давыдов и Иван Юрьевич Шигона-Поджогин участвовали в переговорах с виленским воеводой Николаем Радзивиллом. В том же 1522 году принял участие в переговорах с литовским посланцем Петром Кишкой и его товарищами.
В 1523/1524 году И. Ю. Шигона Поджогин вместе с М. Ю. Захарьиным разбирал дело о попытке бежать за рубеж муромских детей боярских. В 1524 году Шигона передавал распоряжение великого князя воеводам, отправленным в поход на Казанское ханство. В сентябре того же года вел ответственные переговоры с турецким посланцем, греком Скиндером. Около 1525-1526 года И. Ю. Шигоне передавал свою челобитную удельный князь и боярин Иван Михайлович Воротынский.
В 1525 году Иван Юрьевич Шигона-Поджогин добился согласия от Соломонии Юрьевны Сабуровой, первой жены Василия III Ивановича, на развод и пострижение в монахини, не брезгуя такими средствами, как избиение бичом. Австрийский дипломат и путешественник Сигизмунд фон Герберштейн в своей книге «Записки о Московии» описал жестокое обращении Ивана Шигоны с Соломонией Сабуровой. Когда великая княгиня, сопротивляясь пострижению, вырвала из рук митрополита кукуль и стала топтать его ногами, Шигона ударил её со словами: «как ты смеешь сопротивляться воле государя» и когда, в ответ, был сам спрошен: «а как ты смеешь поднимать на меня руку?», ответил, что поступает так именем великого князя.

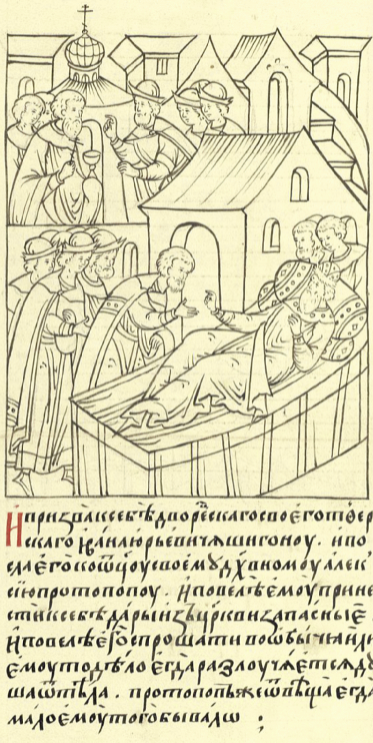
Иван Юрьевич Шигона-Поджогин с умирающим Василием III

В 1525/1526 году Иван Юрьевич Шигона-Поджогин, недовольный, как и большинство московской знати, возвышением литовских князей-перебежчиков Глинских и повторной женитьбой великого князя Василия III Ивановича на Елене Васильевне Глинской, попал в опалу и был отправлен в заключение.
В августе 1530 года после рождения у великого князя Василия III и Елены Глинской наследника Ивана (будущего Ивана IV Грозного) многие опальные вельможи, в том числе и И. Ю. Шигона-Поджогин, были помилованы и освобождены. Иван Юрьевич Шигона был возвращен ко двору, был назначен тверским дворецким и стал одним из первых любимцев великого князя. В 1532 году Иван Юрьевич Шигона-Поджогин вместе с дьяком Афанасием Курицыным участвовал походе русского войска во главе с царем Шигалеем на Казань. В марте того же 1532 года вел переговоры с литовскими послами Иваном Сапегой и Матвеем Яновым о продлении перемирия. Ему было поручено быть во главе лиц, бывших с послами в «набережной палате», и также целовать крест на великокняжеской грамоте.
Во время предсмертной болезни великого князя Василия III Ивановича И. Ю. Шигона присутствовал среди наиболее доверенных лиц государя. В конце сентября великий князь посетил Троице-Сергиеву лавру, откуда приехал в Волоколамск, где охотился и пировал у своего любимца Шигоны. На следующий день великий князь продолжил охоту и почувствовал себя плохо. Именно с И. Ю. Шигоной и дьяком Меньшим Путятиным русский государь составил своё завещание, а также «мыслил», кого пустить к себе в «думу», то есть для обсуждения вопроса о судьбе государства. Вначале Василий III скрывал свою болезнь, надеясь выздороветь. Однако после ухудшения своего состояния великий князь созвал боярскую думу, объявив ей своё завещание. Распустив бояр, больной великий князь оставил при себе боярина Михаила Юрьевича Захарьина-Юрьева, князя Михаила Львовича Глинского и Ивана Шигону-Поджогина, дал им наставление, как устроить государственное управление за своего малолетнего сына Ивана. Тверской дворецкий Иван Шигона-Поджогин вместе с удельным князем Андреем Старицким и Михаилом Воронцовым выступали против пострижения умирающего в монахи. Находясь при пострижении государя и при кончине его, Иван Юрьевич Шигона первый воскликнул: «Государь скончался». 3 декабря 1533 года 54-летний великий князь Василий III скончался.
Умирая, великий князь Василий III Иванович назначил бояр Михаила Юрьевича Захарьина-Юрьева, князя Михаила Львовича Глинского и Ивана Юрьевича Шигону-Поджогина регентами при своём малолетнем старшем сыне и наследнике Иване. Однако в декабре 1533 года после смерти своего мужа вдовствующая великая княгиня Елена Васильевна Глинская совершила переворот и отстранила от власти трех опекунов и сама стал правительницей при своём малолетнем сыне.

## Служба при Иване Васильевиче
В декабре 1533 года, феврале — мае 1536 года и в январе 1537 года Иван Юрьевич Шигона-Поджогин вел переговорым с литовскими послами. В 1533/1534 году участвовал в переговорах со шведским посольством. В 1536 году тверской дворецкий И. Ю. Шигона-Поджогин был одним из душеприказчиков князя Михаила Васильевича Горбатого-Шуйского. В мае 1537 года по поручению правительницы Елены Глинской Иван Юрьевич Шигона вместе с боярином Иваном Васильевичем Шуйским и дьяком Меньшим Путятиным подтвердил крестным целованием удельному князю Андрею Ивановичу Старицкому грамоту, в которой правительница объявляла, что «никакого подозрения на него не имеет».
С именем Ивана Шигоны-Поджогина связано возведение каменной церкви Успения Пресвятой Богородицы (1534—1542 годы) в деревянном Иванишском мужском монастыре в родовом владении Поджогиных селе Иваниши, к северо-востоку от Старицы. Церковь сохранилась до настоящего времени, действующая.
В 1542 году тверской дворецкий Иван Юрьевич Шигона-Поджогин скончался, приняв перед смертью монашество под именем Ионы.

## Семья
Его единственная дочь Анна Ивановна Поджогина стала женой окольничего и дмитровского дворецкого Петра Петровича Головина, казненного 4 февраля 1565 года по приказу царя Ивана Грозного.